# Aadil Assana
Aadil Assana (Marignane, 27 gennaio 1993) è un calciatore francese naturalizzato comoriano, centrocampista svincolato.